# Larry Klein

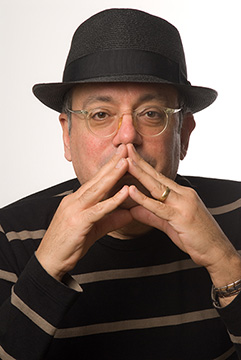
Larry Klein (2014)

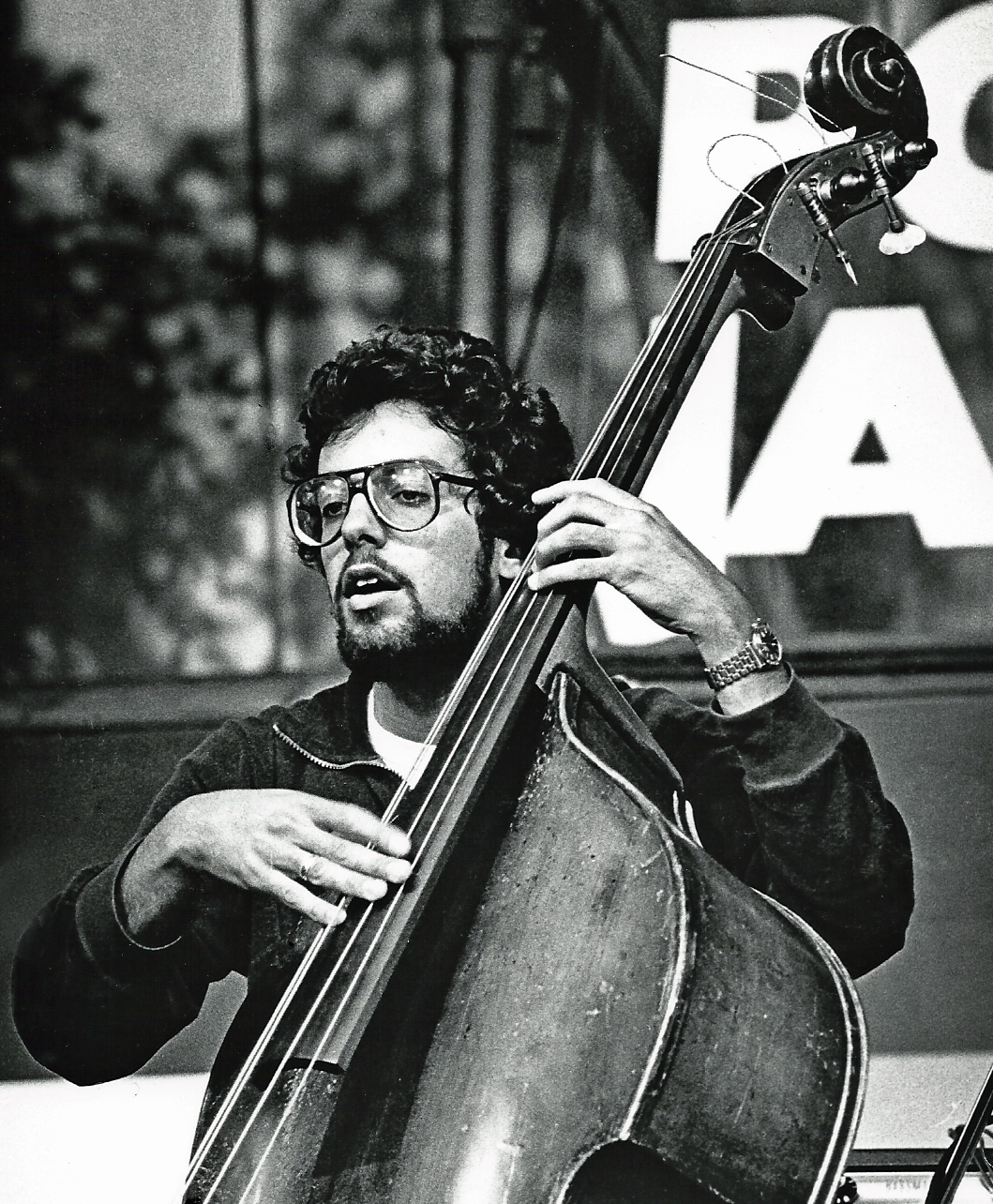
Larry Klein (1978)

Larry Klein (* 1956) ist ein US-amerikanischer Musikproduzent, Songwriter und Bassist. Er ist der Ex-Mann von Joni Mitchell, mit der er auch oft zusammenarbeitete.

## Leben und Wirken
Klein startete als Teenager seine musikalische Laufbahn, indem er als Session-Musiker in Erscheinung trat und auf einer Reihe von Schallplatten die Bassgitarre spielte, unter den wichtigsten Produktionen war sein Mitwirken bei mehreren Aufnahmen des Jazztrompeters Freddie Hubbard (Pinnacle: Live & Unreleased from Keystone Korner).
Klein traf Joni Mitchell, bei der er als Bassist und Toningenieur für ihr 1982er Album Wild Things Run Fast engagiert wurde. Sie heirateten im November 1982. Klein half ihr bei der Produktion des Albums, genau so wie bei ihren vier weiteren Platten, und trug gelegentlich seine eigenen Musik-Kompositionen bei, zu denen Mitchell die Texte verfasste (z. B. Nothing Can Be Done); während der Aufnahmen von Turbulent Indigo im Jahre 1994 brach ihre Ehe auseinander. Durch Übernahme mehrerer Aufgabengebiete war Klein noch an der Produktion von Mitchells nachfolgenden Alben beteiligt.
Seit seiner Arbeit mit Mitchell beteiligte sich Klein immer wieder an der Plattenproduktion von Singer-Songwriterinnen wie etwa Shawn Colvin, Bonnie Raitt, Mary Black, Tracy Chapman und Julia Fordham. Klein ist mit der brasilianischen Jazzsängerin Luciana Souza verheiratet.

## Produzierte oder mitproduzierte Plattenalben
- 1982 Wild Things Run Fast, Joni Mitchell
- 1986 Dog Eat Dog, Joni Mitchell
- 1986 The Lace, Benjamin Orr
- 1988 Chalk Mark in a Rainstorm, Joni Mitchell
- 1989 The Innocence Mission, The Innocence Mission
- 1991 Umbrella, The Innocence Mission
- 1991 Night Ride Home, Joni Mitchell
- 1992 Fat City, Shawn Colvin
- 1994 Turbulent Indigo, Joni Mitchell
- 1997 Dear Dark Heart, Holly Cole
- 1997 Shine, Mary Black
- 1999 Bird York, Bird York
- 2000 Both Sides Now, Joni Mitchell
- 2001 Concrete Love, Julia Fordham
- 2002 Travelogue, Joni Mitchell
- 2003 The Velvet Hour, Bird York
- 2004 Careless Love, Madeleine Peyroux
- 2005 Tough on Crime, Rebecca Pidgeon
- 2006 Dreaming Through the Noise, Vienna Teng
- 2006 Half the Perfect World, Madeleine Peyroux
- 2006 Oceana, Till Brönner
- 2007 The New Bossa Nova, Luciana Souza
- 2007 River: The Joni Letters, Herbie Hancock
- 2008 Circus Money, Walter Becker
- 2008 Our Bright Future, Tracy Chapman
- 2008 Rio, Till Brönner
- 2009 Synthesis, Raul Midón
- 2015 Currency of Man, Melody Gardot
- 2022 Here It Is. A Tribute to Leonard Cohen, Various